# Ain't It Cool News
Ain't It Cool News (también conocido por su acrónimo AICN) es un sitio web fundado en 1996 por el estadounidense Harry Knowles, que ofrece noticias y rumores sobre películas y proyectos de televisión, con énfasis en los géneros de ciencia ficción, fantasía, horror, acción y cómics.
Ain't It Cool News comenzó sus actividades en 1996, y el nombre se debe a una frase del personaje de John Travolta en la película Broken Arrow.
El sitio ganó fama en 1997: tras asistir al preestreno de la película Batman y Robin, Knowles publicó una dura crítica de la película. Cuando se estrenó en cines y no tuvo el éxito esperado en la taquilla, algunos ejecutivos se quejaron de que los críticos le habían dado publicidad negativa. Sin embargo, cuando otros medios de comunicación confirmaron lo que había escrito Knowles, la popularidad de la página se disparó. Revistas nacionales como People y Newsweek solicitaron entrevistas con Knowles.
En ocasiones, las estrellas del cine interactúan con sus fanes en AICN. Sylvester Stallone respondió numerosas preguntas de fanes en los foros de la página mientras promocionaba Rocky Balboa así como The Expendables. Bruce Willis también escribió brevemente en la página para promocionar su película Live Free or Die Hard.
El 5 de abril de 2012, el primer episodio de Aint It Cool with Harry Knowles fue publicado en YouTube. Su objetivo es «trasladar el mundo fantasioso de Ain't It Cool News a un medio diferente».